# Gewone strekspin
De gewone strekspin (Tetragnatha extensa) is een spin uit de familie van de strekspinnen (Tetragnathidae) die in Midden-Europa wordt gevonden. Het leeft in nabijheid van water in bosjes en op gras of riet.

## Kenmerken

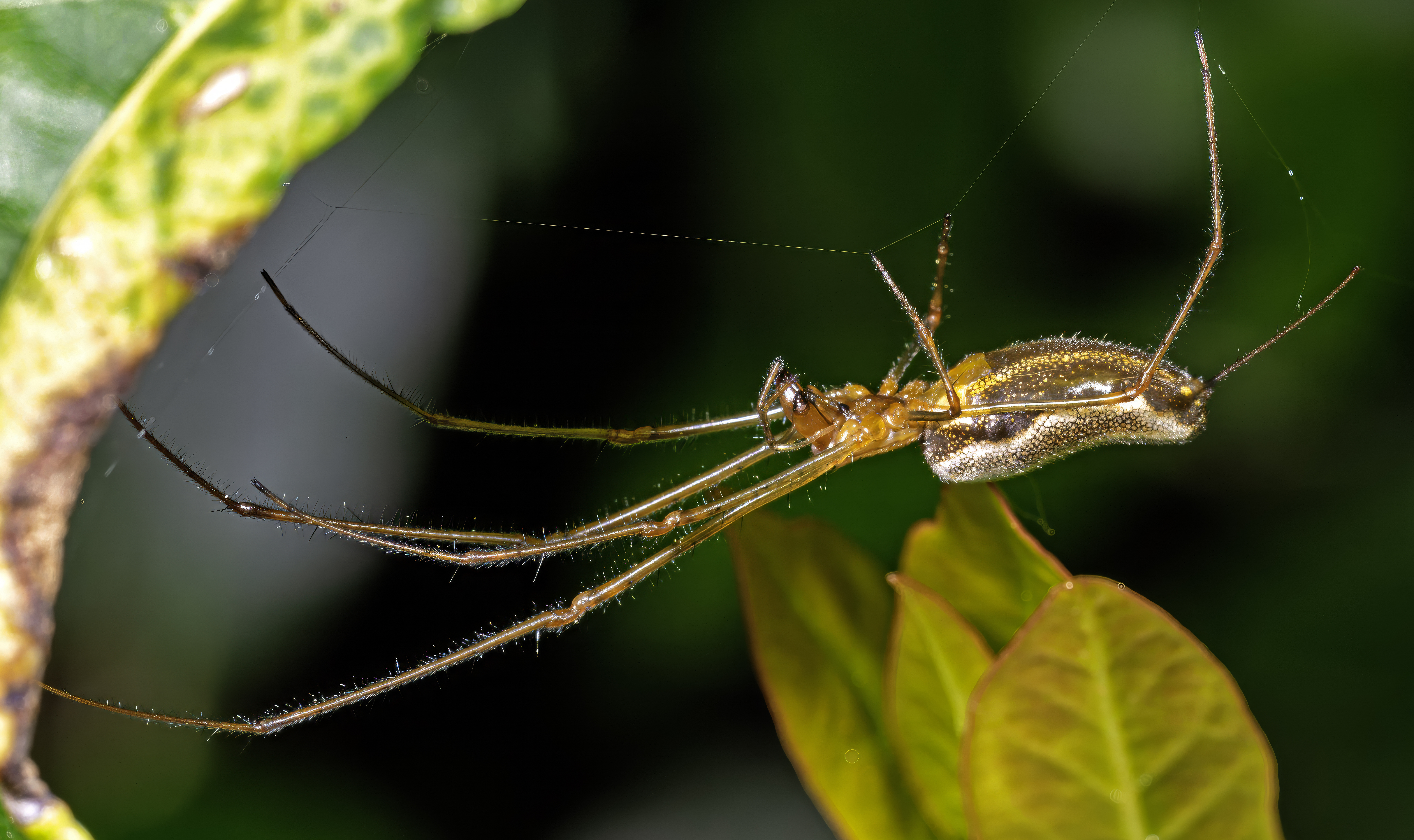
profiel

De vrouwtjes worden 6,5 tot 11 mm groot, de mannetjes worden 6 tot 9 mm. De spin is geelbruin gekleurd. Het voorlichaam (prosoma) en poten zijn beige-bruin van kleur. Het sternum (onderkant voorlichaam) is voorzien van een lichte middenvlek, in tegenstelling tot Tetragnatha montana, die heeft een egaal donker gekleurd sternum. De vier paar poten zijn erg lang en donkergeel. De onderkant is donkerbruin met een gele vlek.   
T. extensa onderscheidt zich van andere leden van het geslacht Tetragnatha door de minuscule gebogen punt van de conductor van het mannetje (een deel van de pedipalp) en de vorm van de spermatheca van het vrouwtje.

## Levenswijze
De gewone strekspin bouwt een web op grassprieten en plantstelen nabij de grond of direct boven het wateroppervlak. Hij zit in rust op de onderkant van bladeren en twijgen in een langwerpige houding en is dus zeer goed gecamoufleerd. Geslachtsrijpe dieren komen voor van mei tot september. In Centraal-Europa vindt de paring voornamelijk in juni plaats: tijdens het paarproces houdt het mannetje de vrouwelijke chelicerae vast met zijn chelicerae. De cocon is zeer onderscheidend; het vertoont talrijke onregelmatige, grijze of groenachtige processen en is meestal bevestigd aan een grasspriet.

## Ecologie
Hij leeft in weiden en hoge kruidengangen in open landschappen, bijna altijd in de buurt van waterlichamen.

## Voorkomen
De soort bewoont het hele Holarctisch gebied, evenals Oceanië (Australië en Nieuw-Zeeland). Het verspreidingsgebied omvat de arctische tot subtropische zones. Hij komt in heel Europa voor.